# 紀元前59年
紀元前59年（きげんぜん59ねん）は、ローマ暦の年である。

## 他の紀年法
- 干支 : 壬戌
- 日本
  - 崇神天皇39年
  - 皇紀602年
- 中国
  - 前漢 : 神爵3年
- 朝鮮
  - 檀紀2275年
- 仏滅紀元 : 485年
- ユダヤ暦 : 3702年 - 3703年

## できごと

### ローマ
- 執政官 - ガイウス・ユリウス・カエサルとマルクス・カルプルニウス・ビブルス
- カエサルとグナエウス・ポンペイウスとマルクス・リキニウス・クラッススとの第一回三頭政治が始まった。
- カエサルがローマでカルプルニアと結婚した。
- 現在のフィレンツェ（Florentia）が建設された。

## 誕生
- ティトゥス・リウィウス：古代ローマの歴史家
- プトレマイオス14世：ファラオ（紀元前44年没）

## 死去
- 劉賀：前漢の皇帝
- ガイウス・オクタウィウス：アウグストゥスの父（紀元前100年生）